# Alliopsis qinghoensis
Alliopsis qinghoensis este o specie de muște din genul Alliopsis, familia Anthomyiidae. A fost descrisă pentru prima dată de Hsue în anul 1981. Conform Catalogue of Life specia Alliopsis qinghoensis nu are subspecii cunoscute.